# 拉貝 (畿內亞)
拉貝是西非國家畿內亞的城市，也是拉貝大區的首府，位於首都科納克里東北450公里的富塔賈隆地區，海拔高度1,026米，每年平均降雨量1,544毫米，2008年人口估計58,649，是全國第二大城市。
11°19′N 12°17′W / 11.317°N 12.283°W